# Franciszek Kamiński (1914–1942)
Franciszek Kamiński pseud. Janek (ur. 5 sierpnia 1914 w Dankowicach, zm. 2 listopada 1942 w Cieszynie) – działacz komunistyczny.
Skończył 5 klas szkoły powszechnej, następnie był krawcem. Działał w związkach zawodowych i od 1934 w KZMP i Stowarzyszeniu Kulturalno-Oświatowym "Siła". Członek zarządu oddziału tego stowarzyszenia. Po rozwiązaniu KPP i KZMP w sierpniu 1938 wstąpił do PPS. W grudniu 1939 razem z J. Kluską i S. Jurzakiem utworzył konspiracyjną grupę komunistyczną, która później została włączona do Koła Przyjaciół ZSRR. Współpracował z Józefem Magą i Stanisławem Bularzem. W 1942 organizował PPR na Śląsku Cieszyńskim i był łącznikiem między okręgowym komitetem w Bielsku a przedstawicielami CK PPR Romanem Śliwą i Piotrem Drążkiewiczem. 30 października 1942 został aresztowany przez gestapo i uwięziony w Cieszynie. Nie mogąc znieść tortur, po trzech dniach popełnił samobójstwo. Pośmiertnie awansowany na kapitana i odznaczony Orderem Krzyża Grunwaldu III klasy.